# Änkekonservering
Konservering kallades det när en ny kyrkoherde, soldat eller hantverkare, gifte sig med en företrädares änka eller dotter och tog över dennes plats som kyrkoherde, indelt soldat eller yrkesverksamhet. Fenomenet är mest känt vid konservering av änkor efter kyrkoherdar. Det uppkom i samband med reformationen på 1500-talet och kom ur bruk vid 1800-talets början.

## Danmark-Norge
Enligt Kirkeordinansen 1537/39, som infördes i Danmark efter reformationen, fick prästänkan ett Naadensaar efter makens död, då hon under sorgeåret fick försörjning av prästgårdens inkomster. Utöver det nämndes dock inget om hennes framtida försörjning. Under denna tid fick många prästänkor försörja sig som barnmorskor, eller genom att använda sin status som medlemmar av prästeståndets klass och försörja sig på någon mindre affärsverksamhet i städerna. 1566 förmanades präster enligt en ny regel att visa sig barmhärtiga mot prästänkor, och i vissa församlingar fanns ett litet änkehus vid prästgården. Dessa åtgärder var otillräckliga, och under 1600-talet hade det blivit informell praxis att en kyrkoherde gifte sig med sin företrädares änka, och det förekom då att prästänkor gifte sig med fyra kyrkoherdar efter varandra. Det fanns ingen regel om saken, men församlingarna brukade kräva ett löfte av den blivande kyrkoherden att gifta sig med prästänkan som villkor för att bli vald till sin post: om prästerna sedan vägrade att uppfylla sitt löfte till församlingen, fick protester dock inget gehör hos myndigheterna. Änkekonservering började minska sedan lokala pensionskassor för prästänkor började införas efter 1659, men förekom fram till 1700-talets slut.

## Sverige(med Finland)

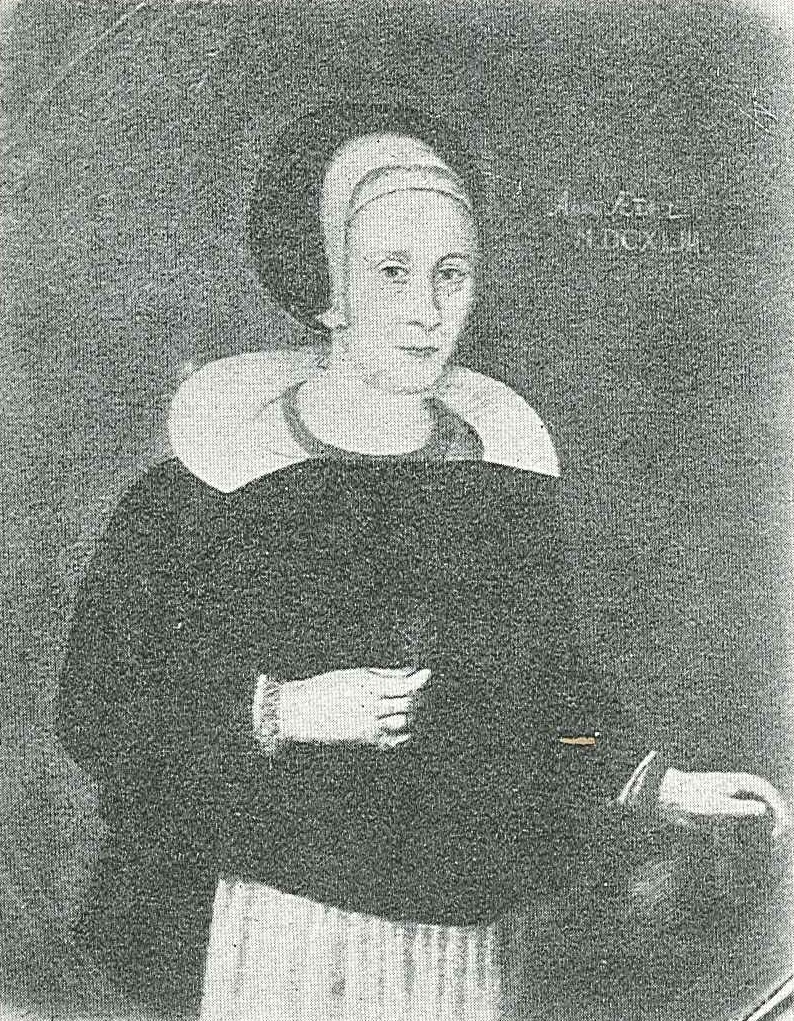
Margareta Hansdotter alias Stormor i Dalom.

Fenomenet med änkekonservering för prästänkor uppkom efter att präster efter reformationen 1527 fick rätten att gifta sig. En präst ägde inte den egendom som försörjde honom under hans livstid, den hörde endast till hans tjänst, vilket innebar att hans änka och barn saknade arv och därför stod på bar backe vid hans död. Änkan hade rätten till ett "nådeår", vilket innebar att hon hade rätt att bo kvar på prästgården i ett år efter makens död för att kunna ordna med flyttning och framtida försörjning innan en ny kyrkoherde valdes. Det uppfattades därför som en bra lösning att prästens efterträdare gifte sig med hans änka.
Församlingen uppfattade det i regel som sin plikt mot den avlidne kyrkoherden att trygga hans familjs försörjning, och därför blev det praxis att välja en sökande som var villig att gifta sig med prästänkan. Prästänkan själv tycks också i många fall ha haft ett visst inflytande på vilken sökande som skulle godkännas, i kraft av det inflytande hon skaffat sig i församlingen under sin tid som prästfru. I 1571 års kyrkoordning stod det att en son eller en måg till den avlidne prästen hade förtur till tjänsten. Att gifta sig med en dotter till den förra prästen var därmed också ett sätt för en sökande att få tjänsten. Under 1600-talet hade änkekonservering blivit allmän praxis, och man beräknar att 60% av prästhustrurna varit änka eller dotter till en präst.     
I 1686 års kyrkolag står det att den som erbjuder sig att konservera änkan eller en dotter skall ha företräde till en ny tjänst. Detta ledde till att de kyrkoherdar som ville konservera änkorna hade rättsligt företräde i många tvister där församlingen ville ha en kyrkoherde medan en annan ville konservera änkan. Detta rättsliga företräde avskaffades 1739, men praxis fortsatte länge till. Under 1700-talet började sedvänjan få mindre stöd av myndigheterna, eftersom dessa prioriterade utbildning mer, medan församlingarna ville säkra försörjningen för änkan, som ofta hade en stark ställning och som också ofta kom från bygden.
Vid 1700-talets slut började synsättet på äktenskapet som en rent praktisk institution försvinna, och det sågs därför inte längre som något fint med änkekonservering. Allteftersom man började införa änkepensioner för kyrkoherdeänkor blev det heller inte längre nödvändigt. Man började också ge den sökandes formella utbildning företräde, och allt fler sökande kom från en annan samhällsklass än prästklassen. På 1800-talet var det knappast längre någon som gifte sig till en tjänst.
Kerstin Marci, eller Kerstin Göransdotter Marca (1588-1653) är det kanske äldsta exemplet på en så kallad "arvpastorska" i Sverige. Hennes far Georgius Marci fick 1591 Annerstads församling i Småland av Johan III med arvsrättpå både mans- och kvinnolinjen, och då Kerstin Marci var enda barnet, ärvde hon vid faderns död år 1613 pastoratet, där hennes man Anders Osængius då fick bli kyrkoherde. Just Annerstads pastorat gick sedan i arv i samma släkt i 300 år genom flera prästänkor- och prästdöttrar, så som Gunilla Osængius (1685) och Vendela Ulrika Wickelgren. År 1780 anhöll en präst rent av att få gifta sig med den då nyligen döde prästen Anders Osængius dotter, trots att hon bara var 12 år, vilket dock avslogs av Gustav III.

## Exempel
- Stormor i Dalom, konserverad 1618
- Lovisa von Burghausen, konserverad 1731
- Sara Catharina Thuring, änka efter Georg Haupt, konserverad av Gustaf Adolf Ditzinger 1789 [4]
- Fornell

## Inom fiktion
- Prästänkan